# Mötzingen
Mötzingen település Németországban, azon belül Baden-Württembergben. Lakosainak száma 3774 fő (2023. december 31.).

## Népesség
A település népessége az elmúlt években az alábbi módon változott:
| Lakosok száma | 1605 | 1837 | 2243 | 2458 | 2677 | 3348 | 3502 | 3596 | 3630 | 3774 |
|               | 1961 | 1967 | 1974 | 1980 | 1987 | 1993 | 2000 | 2006 | 2013 | 2023 |